# 1マレーシア・デベロップメント・ブルハド
1マレーシア・デベロップメント・ブルハド（英語: 1Malaysia Development Berhad）とは、2008年マレーシアで設立されたソブリン・ウエルス・ファンド。略称は1MDB。エネルギー・不動産・観光・アグリビジネス銘柄を保有する。国内産業の振興・多角化を建前とする資金洗浄が行われた。2015年7月2日ウォール・ストリート・ジャーナルが、ファンドからナジブ・ラザク（マレーシア第6代首相）の個人口座へおよそ7億ドルが振り込まれた公文書記録を報じた。本国当局だけでなくオフショア市場のある各国の金融当局までもが、翌8月のパナマ文書を利用してファンド資金の行方をグローバルに捜査した。欧米言語による媒体が次々と不正を追及していった。事件の規模は年内にたちまち拡大し、国際金融市場においてクリアストリーム事件以来の醜聞となった（1MDB scandal）。1MDBは創設と運営から債務不履行と政治的解決に至るまで、一貫してマレーシア経済を機関化する道具であった。
2020年7月28日、クアラルンプールの高等裁判所は、政府系投資会社「1MDB」を巡る裁判で、ナジブ・ラザク元首相に対し、7つの罪状に関して禁錮12年・罰金２.1億リンギット（約52億円）の判決を下した。

## 誘致
2014年までに、このような1MDBは数十億ドルの債務超過と債務不履行に陥った。エコノミスト報道によれば、2012年から2015年まで1MDBは三つの会計事務所を雇用していた（KPMG、デロイト トウシュ トーマツ、アーンスト・アンド・ヤング）。

## 国際捜査
2015年2月ナジブ内閣は、1MDBの返済を間に合わせるため申請されていた公的資金の注入を認めることができなかった。1MDBが国際査察を受けていたからであった。アブダビの債権者団体は14億ドルの未払いを公表した。監査が進むと、1MDBから流れた金が、オフショア金融センターのペーパーカンパニーを経由して、首相のプライベートバンク・アカウントに預けられていたことが次第に明らかとなった。1MDBのビジネスパートナーにも捜査が及んだ。アブダビ投資庁とIPICは数十億ドル相当の社債を保証し、返済の肩代わりまで行っていた。前者の求償に応じて弁済されるはずだった20億ドル以上の金は横領されようとしていたものとみられた。ペトロサウジの不正はすぐにこそ追及されなかったが、1MDBとのジョイントベンチャーから10億ドル以上が、マレーシアの再開発や経済成長に用いられないで、スイス銀行の口座に振り込まれた事実が判明した。1MDBは香港を拠点とする刘特佐のファンド（Jynwell Capital）とも取引していた。刘特佐も、グッド・スターとかいうセイシェル諸島の会社とスイス銀行の口座を使って、1MDBの金を横流しした。JPモルガン・チェースやロイヤル・バンク・オブ・スコットランドも、そうしたオフショア捜査線上に浮上した。
7億ドル事件の容疑者を国際捜査団は言及するとき当初仮名（Malaysian Official 1.）にしていたが、2016年おそくにはナジブの実名を用いた。ウォールストリート・ジャーナルは、選挙期間中の2013年3月ナジブの口座残高が6億2000万ドルと6100万ドルであったことを報じた。預金の出所はイギリス領ヴァージン諸島であり、IPIC名義のスイス銀行口座を経由して送金された。捜査団はナジブ政権と利害を共にするサウード家が横領の発端ではないかと容疑をかけた。一方政府の111億ドルにのぼる別の預金は電力会社からの収益であったが、しばらくするとナジブが管理する財務省へ送金されたことが捜査で分かった。

## 国内情勢
国際捜査の進む間1MDBの財政問題は連続した。2015年12月三段階の合理化計画が適用された。債務整理のため、貸借対照表上でIPICと直に資産/負債項目を交換したり、エドラ地球電力（Edra Global Energy Berhad）を中国広核集団に売却したり、外資誘致の目玉であった空港地域再開発プロジェクト（Bandar Malaysia）の支配率六割を中国とジョホール州のコンソーシアムへ譲ったりした。1MDBの解体に参加する中国広核集団は11月に電力事業の買収を約定していた（98.3億リンギット、23億ドル相当）。2016年1月、『エコノミスト』情報によるとスイス司法長官が次の事実を述べた。すなわち40億ドルの基金がマレーシアの公企業から横領され、中東とマレーシアの高官が保有する銀行口座に振り込まれた。2016年3月、地元メディア（Business Times）が1MDBの大規模レイオフを見通した。CEO（Arul Kanda）はマスコミの観測を否定したが、実のある情報は拡散していった。
物価の高騰に苦しんでいた国民の心はスキャンダルに燃え上がり、生活苦の原因は1MDBを利用した汚職なのだと信じて疑わなかった。事実、金が流れていた可能性が濃厚な期間は、リンギットの対ドル相場が低迷しアジア最弱だった。2016年11月、憤った市民が数万人も首都へ押し寄せ、黄色いシャツを着てリコールを要求するデモ行進をやってみせた。この年、元首相のマハティール・ビン・モハマドがリコールについて国民投票を提案した。市民団体（Bersih）は首相と司法長官の罷免および利害関係がない者による監査と捜査を求めた。政府は情報統制に出た。ニュースを拡散するポータルサイトへのアクセスをブロックし、マスコミとジャーナリストは全面的な政府支援でスキャンダルをもみ消そうとした。2016年7月BBCが米司法省のナジブ資産10億ドル凍結計画を報じた。こうしてアメリカとマレーシアのテロ対策を提携する関係まで危うくなった。

## 本質

### 影の銀行
米司法省は事件の捜査でモルガンの他ウェルズ・ファーゴやドイツ銀行にも送金記録の提出を求めていた。
捜査線上にゴールドマン・サックスが浮上した。ゴールドマンは1MDBのために数百万ドルを融通していた。2016年12月、ウォールストリート・ジャーナル報道によれば、ゴールドマンのゲイリー社長と幹部が1MDBの取引に関する斡旋と審査に関係していた。ゴールドマン東南アジア会長（Tim Leissner）は1MDB社債の発行で幹事をつとめたが、シンガポール政府は（スキャンダルに反応して）彼の振る舞いを制した。ゴールドマンは2016年1月に彼を辞めさせ、米司法省に対しては自社の潔白を主張した。
前節のように同年マレーシア政府が報道を統制した。一方では環太平洋パートナーシップ協定が署名された。協定までの交渉は長く秘匿されることになった。ルクセンブルクではドナルド・トランプを支援したロスチャイルド家に捜査が及んだ。マレーシアでは国際捜査団が7億ドル事件について名指しで首相を追及した。翌2017年1月トランプのアメリカは協定を離脱している。協定に加盟するオーストラリアでも国境を越えた情報統制のあったことが分かっている。オーストラリアとマレーシアには、環太平洋ビジネスを担う中国資本が投下されている。中国とは、事件の捜査対象となったモルガンが密接な経済関係を構築している。総合すると、1MDBは環太平洋パートナーシップ協定の具体的運用結果であると考えられる。
2018年11月上旬、米司法省はゴールドマン元幹部行員のティム・ライスナー（Tim Leissner）被告とロジャー・ウン（Roger Ng）被告を、海外腐敗行為防止法違反の罪などで起訴したと発表。両被告は同時に起訴され海外逃亡中のジョー・ロー（刘特佐）被告とともに、数十億ドルにのぼる1MDBの資金洗浄を企て、マレーシアとアブダビの政府高官に賄賂を支払ったという。このうちライスナー被告は起訴事実を認め4370万ドルが没収されることになった。

### サウジ機関
そして今や事実上、1MDBが保有したオイルマネーをバークレイズ等の国際機関投資家が運用したといえそうである。1MDBの債務整理とサウジアラビアで最近おこったクーデターが状況証拠である。
2017年4月、マレーシアとアブダビが1MDBの未償還社債をめぐる妥協に合意した。整理対象は元本10億ドルと、別の元本35億ドルについた利子であった。アブダビは1MDBを責め立てたが、しかしアブダビの雇用するスイス銀行家2人が事件の捜査により逮捕されていた。2017年末、マレーシア財務大臣とIMDBは債権者であるIPICへ12億ドル支払うことに合意した（ニューヨーク・タイムズ、IPIC発表）。この合意はロンドンの仲裁機関によって履行されるよう監督されることになった。
この間サウジ内政が動いた。2017年6月ムハンマド・ビン・サルマーンが皇太子となり、同年11月に汚職容疑で王族と閣僚を大量に逮捕した。サルマーンは、サッチャリズムのような経済改革プランを志向し強力に推進している。
ユーロダラーは多国籍企業の原動力であるが、とくにオイルショックのとき世界へ貸し出されたものはオイルマネーとなった。その運用は機関投資家へ一任され、大英帝国および中東自身の経済利権を機関化してきた。
オイルショックの原理は健在で、アメリカの大銀行がOTD金融によって不断かつ大規模な信用創造をつづけたからこそ原油価格は維持されてきた。イスラム金融は原資から機関化されているのである。

## アセアン2.0

### フィンテック熱
2015年と2016年の間、1MDBから財政の詳細が報告されることはなかったので、2017年についても公式の財政状態は知ることができない。そこでビットコインに注目する。これで2018年の方向性が見えてくる。
1MDBがだんまりを決め込んでいた時期にちょうど、国際金融資本は仮想通貨を環太平洋ビジネスとして普及・推進することに精力を傾注してきた。2017年末からビットコインは値動きの激しさを増しているが、中央管理者がいれば値動きが安定するだろうと日経新聞は述べている（12月23日）。中央銀行からお墨付きを得たブロックチェーンの出番である。モルガンが音頭をとって、名だたる国際金融資本がブロックチェーンを開発してきた。2018年1月2日、マレーシア財務大臣がビットコインや仮想通貨について規制は考えていないと述べたことが報道された。下旬には首相が日本から700億リンギットの投資を受け入れていることを示唆した。日本では2015年12月から2016年1月にかけてブロックチェーン関連銘柄が相場を急上昇させていた。2018年1月24日、ブロックチェーン技術会議がマレーシアの首都で開かれた。マレーシアは2025年までにブロックチェーンが普及することを見越して専門業者と協力し国際規格を開発しようとしており、オーストラリア政府も開発に巨額を投じてきた。
ブロックチェーンはナスダック（NASDAQ）が証券取引の決済・清算に採用を検討している（Nasdaq Linq）。ナスダックは、マレーシアをアジア通貨危機が襲うころに、マーケットメイク問題がもとで私設取引システムと事実上の融合を果した。マレーシアの資本市場がどの程度影響を受けたかは定かでない。そこでマレーシア資本市場の歴史を振り返る。

### 進行する機関化
1965年、シンガポールがマレーシアから独立したが、証券取引所は分離されず、クアラルンプール証券取引所とシンガポール証券取引所の両市場への上場や売買取引が認められていた。1967年、東南アジア諸国連合（アセアン）が成立したが、マレーシアも加盟国であった。1970年代、中国の経済特区をまねた輸出加工区というのがシンガポールで成功し、これが1980年代前半マレーシアなどの加盟国に導入された。マレーシアは国内市場が狭小であるため、輸出へ依存した開発構造をしている。ビッグバンのあおりで、1984年イギリスから「独立」したブルネイが連合に加盟してきた。1985年、シンガポールのパン・エレクトリック（Pan-Electric Industries）が破綻し、マレーシアとシンガポールの両市場が三日間取引停止となった。翌1986年マレーシアの休日中、シンガポール証券取引所で空売りが集中し、翌日クアラルンプール証券取引所が大混乱に陥った。1987年初頭、クアラルンプール証券取引所のブローカー業務は機関化され、個人は参加できなくなった。ミューチュアル・ファンドが太平洋に蔓延してゆくにつれて、アセアン・デバイドと呼ばれる垂直的な貿易関係と経済格差が連合内に生まれていった。マレーシアの場合は国営企業が次々と民営化された。証券は一応ブミプトラ資本が消化したことになっている。もっとも、1989年銀行法改正で外銀支店がすべて現地法人化していることには注意を要する。1995年ごろからマレーシアでは実需に基づかない銀行貸出需要がおこった。貸し出された資金はキャリー取引へ向かった可能性が高い。海外機関投資家へリンギットが流れ、外貨は産業金融へ回らず外国証券に変わった。その末にアジア通貨危機が起こった。そこで山積した不良債権は、資本市場を機関化しながら、政府主導で2002年末までに国内処理された。分散した損害は輸出益で補填しなければならなかった。

### 霧散した民族資本
2003年ごろ、エンロン破綻事件の捜査線上でミューチュアル・ファンドが短期取引・時間外取引を摘発された。同じころ、日銀をふくむ海外機関投資家は極東の債券市場を統合・拡大させようと全力をつくした（EMEAPのアジア債券基金設立）。
マレーシアの国際収支は2005年以降黒字で推移してきたが、2008年には128億リンギットの赤字に転落した。これは資本収支が大赤字だったからである。2008年の経常収支は輸出拡大によって全年の1004億リンギットから1294億リンギットへ28.8％増加した。この時点でGNIの18.1％である。問題の資本収支は世界金融危機で流出した。2007年の377億リンギットの流出から2008年は1239億リンギットの大幅流出となった。海外機関投資家による投機的な短資引き揚げだけでなく、マレーシア企業による対外直接投資の増加も要因であった。この対外直接投資は、2007年の382億リンギットから2008年に471億リンギットへ23.3％増加した。特に、金融・保険業、通信およびエネルギー関連産業のアジア地域への対外投資が活発だった。通信ではインドの携帯電話キャリアへの進出が注目される。証券投資は2007年には184リンギットの純流入であったが、2008年には一転して924億リンギットも流出した。
1MDBは国際収支の改善を意図して創設されたが2014年デフォルトして、マレーシアの機関化がさらに進んだ。
2018年5月10日マハティールが政権を奪還した。しかし、彼は打倒ナジブの旗印のつもりでしかなく、政権運営をアンワル・イブラヒムに託す意向である。アンワルは財務大臣のとき国際通貨基金が策定したマレーシア経済復興プランに賛同した。機関投資家に買われてアカウント・アビリティー（AccountAbility）の名誉総裁となり、企業統治を機関化しようとしている。
マレーシアの資本市場は、政治の根底において、海外機関投資家の影響を受けつづけている。